# Esquadrão N.º 120 da RAAF
O Esquadrão N.º 120 foi um esquadrão da Real Força Aérea Australiana (RAAF) composto por militares australianos e holandeses. Formado em Dezembro de 1943, participou na Segunda Guerra Mundial, no teatro do Sudoeste do Pacífico, no qual esteve equipado com aviões P-40 Kittyhawk. Depois do cessar das hostilidades, o esquadrão foi transferido para a Força Aérea das Índias Orientais Holandesas, e participou na Revolução Nacional Indonésia.